# Katedra św. Rumolda w Mechelen
Katedra św. Rumolda w Mechelen (hol. Sint Romboutskathedraal in Mechelen) – kościół rzymskokatolicki, położony w centrum Mechelen w północnej Belgii. Katedra diecezji archidiecezji mecheleńsko-brukselskiej. Nosi wezwanie św. Rumolda (zm. ok. 775), patrona miasta Mechelen.
Dzwonnica katedry została w 1999 wpisana na listę światowego dziedzictwa UNESCO w dziale: miejskie wieże strażnicze (beffroi) we Flandrii, Walonii i północnej Francji. Katedra wywarła takie wrażenie na francuskim architekcie Vaubanie, że nazwał ją ósmym cudem świata.

## Historia
Irlandzki mnich Rumold założył w VIII wieku opactwo w Mechelen. Podróżował on po Europie nawracając ludzi na chrześcijaństwo. Po swej męczeńskiej śmierci został kanonizowany.
W początkach XIII wieku rozpoczęto wznoszenie nawy głównej i transeptu kościoła. Nieukończoną budowlę zniszczył pożar. W XV wieku poddano ją przebudowie.
W 1559 Mechelen zostało stolicą arcybiskupstwa, a kościół został podniesiony do rangi katedry. W 1794 w wyniku rewolucji francuskiej arcybiskupstwo zostało zniesione, a arcybiskup aresztowany i następnie wygnany. W 1830 po odzyskaniu przez Belgię niepodległości Mechelen zostało siedzibą prymasa Kościoła katolickiego w tym kraju.

## Architektura

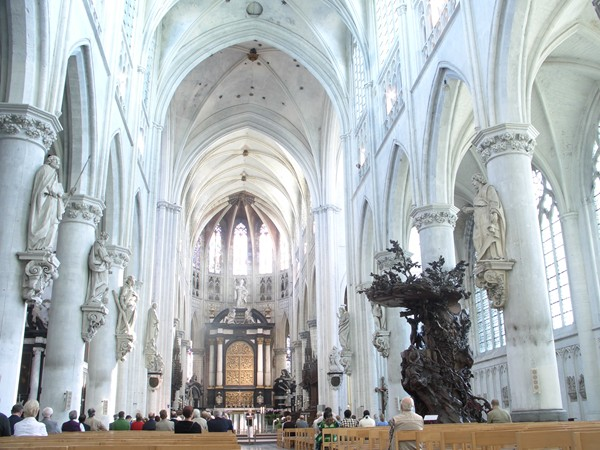
Wnętrze katedry, z prawej ambona w kształcie drzewa

Katedra jest budowlą trzynawową w typie bazyliki z transeptem i ma następujące wymiary:
- długość całkowita (włącznie z wieżą) – 118 m
- długość samej katedry – 99,50 m
- długość prezbiterium – 30 m
- długość transeptu – 41,20 m
- szerokość transeptu – 13 m
- wysokość nawy środkowej i prezbiterium – 28 m
- powierzchnia katedry – 3870 m²

Proste filary podtrzymują sklepienie krzyżowo-żebrowe. Od XVII wieku filary nawy głównej zdobią rzeźby dwunastu apostołów i czterech ewangelistów. Gotyckie okna nawy głównej zostały ozdobione maswerkiem, a w prezbiterium – również witrażami.

### Wieża

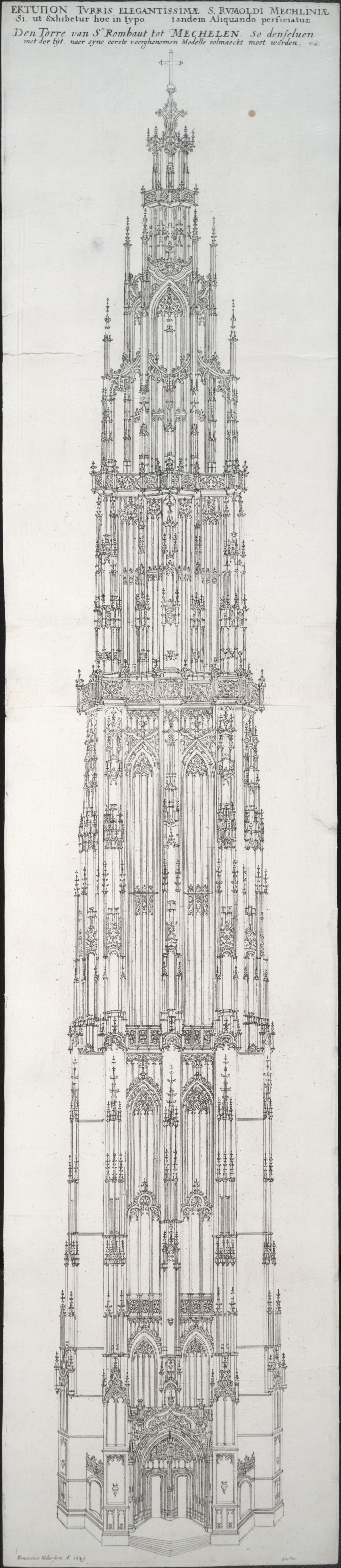
Projekt wieży katedralnej

Najbardziej charakterystycznym elementem architektury katedry jest jej wieża zachodnia, pomimo tego że nie została ona nigdy ukończona. Jej budowę rozpoczęto w 1452, a przerwano w 1520. Wieża miała być zwieńczona iglicą sięgającą 167 m. Obecnie mierzy 97,28 m. W wieży znajdują się dwa carillony z XV i XVI w., z których każdy ma 49 dzwonów. Najsłynniejsze z nich to „Salwator” o wadze 8884 kg, „Jehsus”, datowany na 1640, oraz „Dzwon Uwolnienia” z datą 1947.
Na szczycie wieży znajduje się punkt widokowy, na który prowadzi ponad 500 stopni.

## Wyposażenie
W prezbiterium zwraca uwagę barokowy ołtarz z 1665, zwieńczony posągiem patrona katedry, dłuta Lucasa Fayhdherbe, ucznia Petera Paula Rubensa.
Ambona, której program ikonograficzny ma za temat nawrócenie św. Pawła, ustawiona jest na kamiennej podporze, a jej kosz przypomina powalone drzewo, oplecione przez rzeźbione gałęzie, liście i kwiaty. Taką samą formę ma również baldachim.
W południowym ramieniu transeptu znajduje się obraz Christus aan het kruis (Chrystus na krzyżu) pędzla Antoona van Dycka, również ucznia Petera Paula Rubensa.
Wewnątrz wieży znajdują się organy składające się z 6606 piszczałek.